# Ruyschia
Genre
Ruyschia est un genre de plante à fleur la famille des Marcgraviaceae.

## Description
Ruyschia est une liane ligneuse aux feuilles vertes foncées et brillantes et aux petites fleurs blanches.

## Répartition et habitat
L'aire de répartition naturelle de Ruyschia s'étend du sud du Mexique jusqu'à l'Amérique tropicale. On le trouve au Belize, en Bolivie, en Colombie, au Costa Rica, en Équateur, au Guatemala, au Honduras, dans les îles Sous-le-Vent, au Mexique, à Panamá, au Pérou, à Trinidad-Tobago, au Venezuela, dans les Antilles vénézuéliennes et dans les îles du Vent. Il se développe dans les forêts tropicales et les forêts humides.

## Liste des espèces
Selon GBIF (22 septembre 2024) :
- Ruyschia andina DeRoon
- Ruyschia andina de Roon
- Ruyschia clusiifolia Jacq.
- Ruyschia enervia Lundell
- Ruyschia guianensis Vitman
- Ruyschia moralesii Hammel
- Ruyschia pavonii G.Don
- Ruyschia phylladenia Sandwith
- Ruyschia pilophora Triana & Planch.
- Ruyschia platyadenia Gilg ex Glaz., 1905
- Ruyschia tremadena (Ernst) Lundell
- Ruyschia valerii Standl.
- Ruyschia valerioi Standl.

## Systématique
Le nom correct complet (avec auteur) de ce taxon est Ruyschia Jacq. Le nom de genre Ruyschia est donné en l'honneur de Frederik Ruysch (1638-1731), un botaniste et anatomiste néerlandais. Il est connu pour avoir développé des techniques de conservation des spécimens anatomiques, qu'il utilisait pour créer des dioramas ou des scènes incorporant des parties humaines.
Ruyschia a pour synonymes :
- Caracasia Szyszył.
- Vargasia Ernst